# Episodi di Odd Job Jack (seconda stagione)
La seconda stagione della serie animata Odd Job Jack, composta da 13 episodi, è stata trasmessa negli Stati Uniti, da CTV Comedy Channel, dal 23 luglio al 15 ottobre 2005.
In Italia è stata trasmessa dal 7 maggio al 18 giugno 2007 su Comedy Central.
| nº | Titolo originale                             | Titolo italiano                   | Prima TV USA      | Prima TV Italia |
| -- | -------------------------------------------- | --------------------------------- | ----------------- | --------------- |
| 1  | The 2 Marketeers                             | Generazioni a confronto           | 23 luglio 2005    | 7 maggio 2007   |
| 2  | Lord of the 3-Ring Binder                    | Il signore del raccoglitore a tre | 30 luglio 2005    | 7 maggio 2007   |
| 3  | Iron Temp                                    | La sfida                          | 6 agosto 2005     | 14 maggio 2007  |
| 4  | Orgy: The Musical                            | Orgia il musical                  | 13 agosto 2005    | 14 maggio 2007  |
| 5  | You Suck                                     | Fai schifo                        | 20 agosto 2005    | 21 maggio 2007  |
| 6  | Jack Ryder Goes to War                       | La guerra di Jack Ryder           | 27 agosto 2005    | 21 maggio 2007  |
| 7  | Odd Job John                                 | Dal diario di John Ryder          | 3 settembre 2005  | 28 maggio 2007  |
| 8  | The Ten Labours of Jack Ryder                | Ying e Yang                       | 10 settembre 2005 | 28 maggio 2007  |
| 9  | Night of the Flesh Eating Zombie Meter Maids | La notte degli zombie             | 17 settembre 2005 | 4 giugno 2007   |
| 10 | A Christmas Coma                             | Coma di Natale                    | 24 settembre 2005 | 4 giugno 2007   |
| 11 | The Biggest Bang                             | La grande botta                   | 1º ottobre 2005   | 11 giugno 2007  |
| 12 | Close Encounters of the Uncomfortable Kind   | Incontri ravvicinati e modesti    | 8 ottobre 2005    | 11 giugno 2007  |
| 13 | Law & Lawlessness                            | La legge e i mignoli mancanti     | 15 ottobre 2005   | 18 giugno 2007  |